# تلمبه حاج محمدتقی یزدانی
تلمبه حاج محمدتقی یزدانی یک منطقهٔ مسکونی در ایران است که در دهستان گلستان (سیرجان) واقع شده‌است.